# Autingues
Autingues is een gemeente in het Franse departement Pas-de-Calais (regio Hauts-de-France) en telt 296 inwoners (2005). De plaats maakt deel uit van het arrondissement Calais.

## Naam
De plaatsnaam heeft een Oudnederlandse herkomst. De oudste vermelding is uit circa 1200 als Hauthinghem. Het betreft een samenstelling, waarbij het eerste element een afleiding is van een persoonsnaam + het afstammingsuffix -ing +  -heem (woonplaats, woongebied, dorp, buurtschap). De betekenis van de plaatsnaam is dan: 'woning, woonplaats van de lieden van X'. De huidige Franstalige plaatsnaam is hiervan een fonetische nabootsing.

## Geografie
De oppervlakte van Autingues bedraagt 3,0 km², de bevolkingsdichtheid is 98,7 inwoners per km².
De onderstaande kaart toont de ligging van Autingues met de belangrijkste infrastructuur en aangrenzende gemeenten.

## Demografie
Onderstaande figuur toont het verloop van het inwonertal (bron: INSEE-tellingen).